# Тройная корона (рестлинг)
Тройная корона (англ. Triple Crown) — крупное достижение в рестлинге. Для получения звания чемпион Тройной короны (англ. Triple Crown Champion) рестлеру необходимо хотя бы по одному разу в одной компании выиграть три титула: главное чемпионство, командное чемпионство и второстепенный титул.
Титул чемпиона Тройной короны официально признают в WWE, Impact Wrestling (ранее TNA), New Japan Pro-Wrestling (NJPW) и Ring of Honor. Ранее этот титул существовал в World Championship Wrestling (WCW), Extreme Championship Wrestling (ECW), Lucha Underground и Ohio Valley Wrestling (OVW).

## WWE

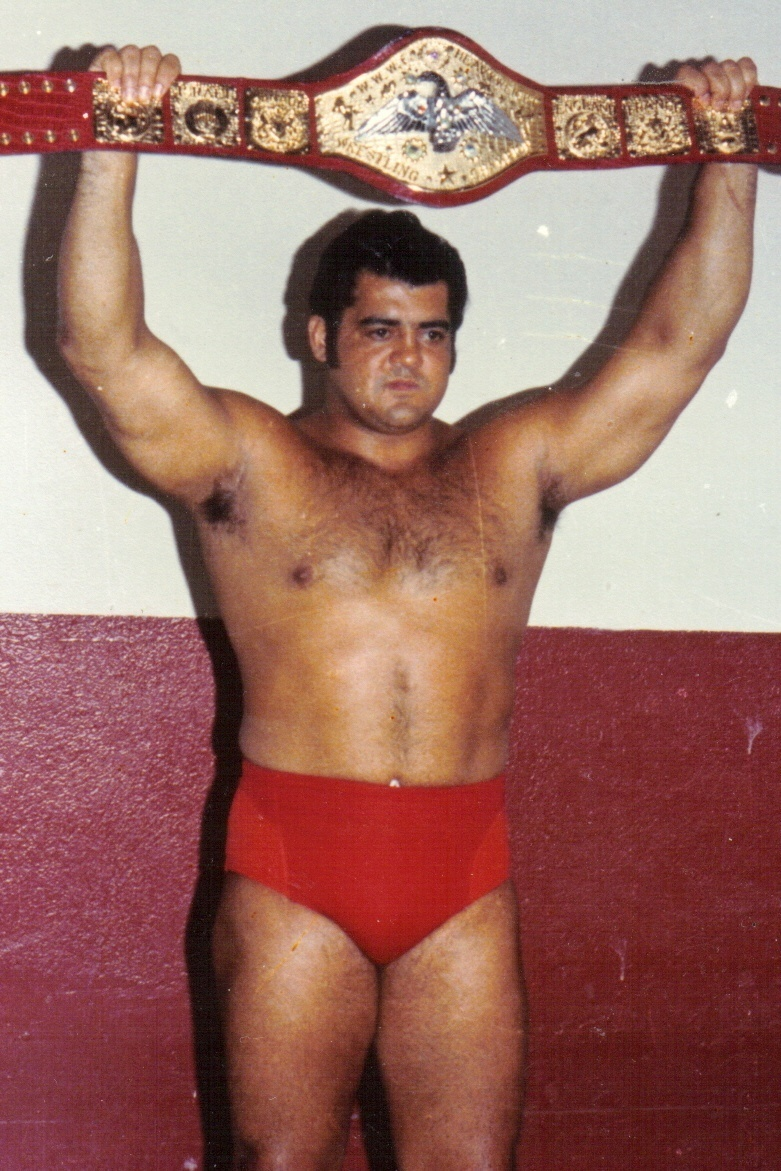
Педро Моралес самый первый Чемпион Тройной короны WWE.

В WWE термином чемпион Тройной короны традиционно называли рестлера, который выиграл титул чемпиона WWE, титул интерконтинентального чемпиона и титул командного чемпиона. В течение 18 лет, с 1979 по 1997 год, каждый рестлер, который выигрывал эти титулы в WWF, считался чемпионом Тройной короны. До 1990-х годов это достижение было крайне редким, а Педро Моралес оставался единственным обладателем Тройной короны на протяжении более десяти лет.
В 1997 был создан четвёртый титул — европейского чемпиона WWF. Титул европейского чемпиона был ниже по статусу, чем титулы чемпиона WWF и интерконтинентального чемпиона WWF, и из-за этого данный титул не учитывался в зачёте на Тройную корону. Позже рестлер, который стал чемпионом Тройной короны и выиграл титул европейского чемпиона, будет назван чемпионом Большого шлема.
После деления брендов в 2002 году, титулы чемпиона мира в тяжёлом весе и титулы командных чемпионов WWE также стали частью Тройной короны.
Хотя чемпионство Соединенных Штатов является аналогом интерконтинентального чемпионства, оно не был признано для Тройной короны, хотя в 2015 году он стал обязательным чемпионатом для участия в турнире Большого шлема в WWE. В июле 2016 года началось второе разделение брендов, и были введены два новых титула: титул чемпиона Вселенной WWE и титул командных чемпионов WWE SmackDown. В январе 2017 года они были признаны заменителями оригинальных титулов для Большого шлема, но WWE пока не подтвердила, являются ли они приемлемыми для Тройной короны.

### Список чемпионов мужской Тройной короны WWE
|  |  |  |  |
|  |  |  |  |
|  |  |  |  |

Далее идёт список Чемпионов Тройной короны WWE, в самой полной форме. Только со времен переименования в WWE титулы чемпиона мира в тяжёлом весе и командного чемпиона WWE стали частью Тройной короны WWE. Обозначены даты, во время которых рестлер выигрывал Тройную корону. Даты указывают в каком порядке рестлер завоёвывал Тройную корону. Титулы в курсиве, являются титулами не оригинальной Тройной короны. Даты в курсиве, означают то, что рестлер выиграл титул уже после того как стал чемпионом Тройной короны. Рестлеры обозначенные жирным шрифтом являются чемпионами Большого шлема.
| Имя | Первичное чемпионство | Первичное чемпионство | Командное чемпионство                              | Командное чемпионство                                 | Вторичное чемпионство |
| Имя | WWF/WWE               | Мира в тяжёлом весе   | Командный чемпион мира                             | Командный чемпион WWE/Raw                             | Интерконтинентальное  |
| --- | --------------------- | --------------------- | -------------------------------------------------- | ----------------------------------------------------- | --------------------- |
| Педро Моралес | 8 февраля 1971        |                       | 9 августа 1980 (с Бобом Бэклундом)                 |                                                       | 8 декабря 1980        |
| Брет Харт | 12 октября 1992       |                       | 26 января 1987 (с Джимом «Наковальней» Нейдхартом) |                                                       | 26 августа 1991       |
| Дизель | 26 ноября 1994        |                       | 28 августа 1994 (с Шоном Майклзом)                 |                                                       | 13 апреля 1994        |
| Шон Майклз | 31 марта 1996         | 17 ноября 2002        | 28 августа 1994 (с Дизелем)                        | 13 декабря 2009 (с Triple H)                          | 27 октября 1992       |
| Стив Остин | 29 марта 1998         |                       | 26 мая 1997 (с Шоном Майклзом)                     |                                                       | 3 августа 1997        |
| Скала | 15 ноября 1998        |                       | 30 августа 1999 (с Мэнкайндом)                     |                                                       | 13 февраля 1997       |
| Трипл Эйч | 23 августа 1999       | 2 сентября 2002       | 29 апреля 2001 (со Стивом Остином)                 | 13 декабря 2009 (с Шоном Майклзом)                    | 21 октября 1996       |
| Кейн | 28 июня 1998          | 18 июля 2010          | 13 июля 1998 год (с Мэнкайндом)                    | 16 сентября 2012 (с Дэниел Брайан)                    | 20 мая 2001           |
| Крис Джерико | 9 декабря 2001        | 7 сентября 2008       | 21 мая 2001 (с Крисом Бенуа)                       | 26 июля 2009 (с Биг Шоу)                              | 12 декабря 1999       |
| Курт Энгл | 22 октября 2000       | 10 января 2006        |                                                    | 20 октября 2002 (с Крисом Бенуа)                      | 27 февраля 2000       |
| Эдди Герреро | 15 февраля 2004       |                       |                                                    | 17 ноября 2002 (с Чаво Герреро)                       | 5 сентября 2000       |
| Крис Бенуа |                       | 14 марта 2004         | 21 мая 2001 (с Крисом Джерико)                     | 20 октября 2002 (с Куртом Энглом)                     | 2 апреля 2000         |
| Рик Флэр | 19 января 1992        |                       | 14 декабря 2003 (с Батистой)                       |                                                       | 19 сентября 2005      |
| Эдж | 8 января 2006         | 8 мая 2007            | 2 апреля 2000 (с Кристианом)                       | 5 ноября 2002 (с Реем Мистерио)                       | 24 июля 1999          |
| Роб Ван Дам | 11 июня 2006          |                       | 31 марта 2003 (с Каином)                           | 7 декабря 2004 (с Реем Мистерио)                      | 17 марта 2002         |
| Букер Ти |                       | 23 июля 2006          | 1 ноября 2001 (с Робом Ван Дамом)                  |                                                       | 7 июля 2003           |
| Рэнди Ортон | 7 октября 2007        | 15 августа 2004       | 13 ноября 2006 (с Эджем)                           | 5 декабря 2016 (с Семьёй Уайаттов)                    | 14 декабря 2003       |
| Джефф Харди | 14 декабря 2008       | 7 июня 2009           | 29 июня 1999 (с Мэттом Харди)                      |                                                       | 10 апреля 2001        |
| СМ Панк | 17 июля 2011          | 30 июня 2008          | 27 октября 2008 (с Кофи Кингстоном)                |                                                       | 19 января 2009        |
| Джон «Бредшоу» Лейфилд | 24 июня 2004          |                       | 25 мая 1999 (с Фааруком)                           |                                                       | 9 марта 2009          |
| Рей Мистерио | 25 июля 2011          | 2 апреля 2006         |                                                    | 5 ноября 2002 (с Эджем)                               | 5 апреля 2009         |
| Дольф Зигглер |                       | 15 февраля 2011       |                                                    | 3 апреля 2006 — как участник Spirit Squad             | 29 июля 2010          |
| Кристиан |                       | 1 мая 2011            |                                                    | 2 апреля 2000 (с Эджем)                               | 23 сентября 2001      |
| Биг Шоу | 14 ноября 1999        | 18 декабря 2011       | 22 августа 1999 (с Гробовщиком)                    | 26 июля 2009 (с Крисом Джерико)                       | 1 апреля 2012         |
| Миз | 22 ноября 2010        |                       | 13 декабря 2008 (с Джоном Моррисоном)              | 16 ноября 2007 (с Джоном Моррисоном)                  | 23 июля 2012          |
| Дэниел Брайан | 18 августа 2013       | 18 декабря 2011       | 16 сентября 2012 (с Кейном)                        | 16 сентября 2012 (с Кейном)                           | 29 марта 2015         |
| Дин Эмброуз | 19 июня 2016          |                       |                                                    | 21 августа 2017 (с Сетом Роллинсом)                   | 13 декабря 2015       |
| Роман Рейнс | 22 ноября 2015        |                       |                                                    | 19 мая 2013 (с Сетом Роллинсом)                       | 20 ноября 2017        |
| Сет Роллинс | 29 марта 2015         |                       |                                                    | 19 мая 2013 (с Романом Рейнсом)                       | 8 апреля 2018         |
| Кофи Кингстон | 7 апреля 2019         |                       | 27 октября 2008 (с СМ Панком)                      | 22 августа 2011 (с Эваном Борном)                     | 29 июня 2008          |
| Дрю Макинтайр | 26 марта 2020         |                       |                                                    | 19 сентября 2010 (с Коди Роудсом)                     | 13 декабря 2009       |
| Эй Джей Стайлз | 11 сентября 2016      |                       |                                                    | 10 апреля 2021 года (с Омосом)                        | 8 июня 2020           |
| Биг И | 13 сентября 2021      |                       |                                                    | 26 апреля 2015 г. (с Кофи Кингстоном и Ксавье Вудсом) | 18 ноября 2013        |
| Джей Усо | 20 апреля 2025        |                       | 7 октября 2023 (с Коди Роудсом)                    |                                                       | 23 сентября 2024      |
| ██ — рестлеры, которые выиграли оригинальную Тройную корону ██ — рестлеры, которые выиграли Тройную корону с альтернативным титулом ██ — титул выигран на Raw ██ — титул выигран на SmackDown ██ — титул выигран на ECW |                       |                       |                                                    |                                                       |                       |

#### Рестлеры, которым не хватает одного титула
- Шеймус, Джон Сина, Дамиан Прист  — рестлеры, которым не хватает интерконтинентального титула;
- Сами Зейн — рестлер, которому не хватает мирового титула;
- Гюнтер — рестлер, которому не хватает командного титула;

### Список чемпионов женской Тройной короны WWE
22 мая 2019 года была учреждена женская Тройная корона, состоящая из женского чемпионства Raw, женского чемпионства SmackDown и женского командного чемпионства WWE. С этим объявлением Бэйли, которая за три дня до этого впервые выиграла женский титул SmackDown, была признана первой в истории чемпионкой Тройной короны среди женщин.
| Даты выделены жирным шрифтом  | Дата достижения рестлером Тройной короны                             |
| Имена выделены жирным шрифтом | Указывает на то, что рестлер также является чемпионом Большого шлема |

| Имя          | Основное чемпионство (требуются оба) | Основное чемпионство (требуются оба) | Командное чемпионство           |
| Имя          | Raw                                  | SmackDown                            | Командное                       |
| ------------ | ------------------------------------ | ------------------------------------ | ------------------------------- |
| Бэйли        | 13 февраля 2017                      | 19 мая 2019                          | 17 февраля 2019 (с Сашей Бэнкс) |
| Алекса Блисс | 30 апреля 2017                       | 4 декабря 2016                       | 5 августа 2019 (с Никки Кросс)  |
| Аска         | 15 апреля 2020                       | 16 декабря 2018                      | 6 октября 2019 (с Кайри Сейн)   |
| Саша Бэнкс   | 25 июля 2016                         | 25 октября 2020                      | 17 февраля 2019 (с Бэйли)       |
| Шарлотт Флэр | 3 апреля 2016                        | 14 ноября 2017                       | 20 декабря 2020 (с Аской)       |
| Бекки Линч   | 8 апреля 2019                        | 11 сентября 2016                     | 28 февраля 2023 (с Литой)       |

### Список чемпионов мужской Тройной короны NXT
Тройная корона NXT состоит из титуов чемпиона NXT, североамериканского чемпиона NXT и командного чемпиона NXT. 5 апреля 2019 Джонни Гаргано стал первым чемпионом Тройной короны NXT.
| Даты выделены жирным шрифтом | Дата достижения рестлером Тройной короны |

| Имя            | Основное чемпионство | Командное чемпионство                                              | Второстепенное чемпионство |
| Имя            | NXT                  | Командный                                                          | Североамериканский         |
| -------------- | -------------------- | ------------------------------------------------------------------ | -------------------------- |
| Джонни Гаргано | 5 апреля 2019        | 19 ноября 2016 (с Томмасо Чиампой)                                 | 26 января 2019             |
| Адам Коул      | 1 июня 2019          | 7 апреля 2018 (с Бобби Фишем, Кайлом О’Райли и Родериком Стронгом) | 7 апреля 2018              |

## Impact Wrestling

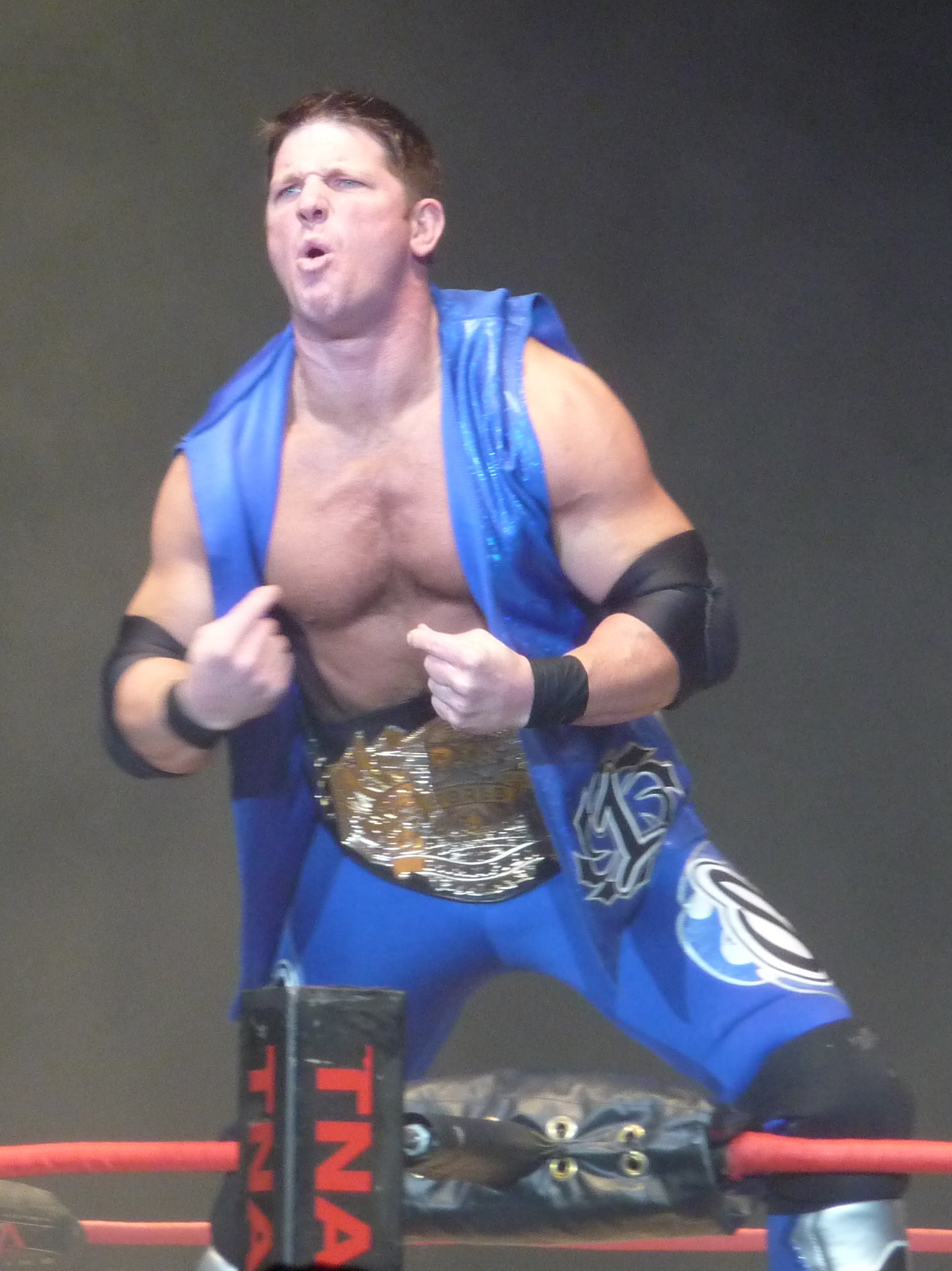
Первый чемпион Тройной короны TNA — Эй Джей Стайлз

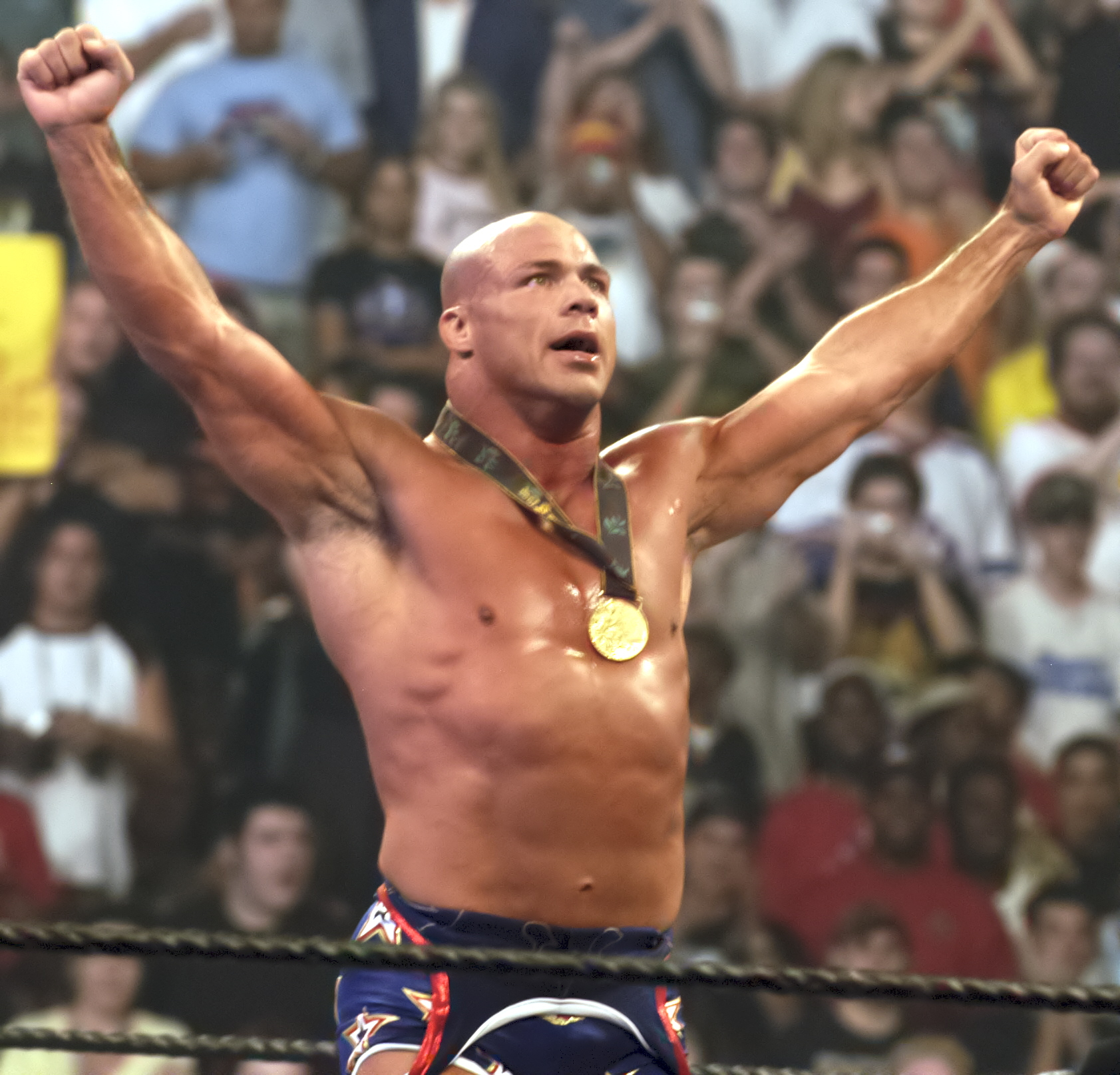
Курт Энгл становился чемпионом Тройной короны WWE и TNA

| Даты выделены жирным шрифтом  | Дата достижения рестлером Тройной короны                             |
| Имена выделены жирным шрифтом | Указывает на то, что рестлер также является чемпионом Большого шлема |

| Имя            | Мировое чемпионство             | Мировое чемпионство | Командное чемпионство               | Командное чемпионство                         | Второстепенное чемпионство   |
| Имя            | Чемпион мира в тяжёлом весе NWA | Чемпион мира Impact | Командный чемпион мира NWA          | Командный чемпион Impact                      | Чемпион икс-дивизиона Impact |
| -------------- | ------------------------------- | ------------------- | ----------------------------------- | --------------------------------------------- | ---------------------------- |
| Эй Джей Стайлз | 11 июня 2003                    | 20 сентября 2009    | 3 июля 2002 (с Джерри Лином)        | 14 октября 2007 (с Томко)                     | 19 июня 2002                 |
| Курт Энгл      |                                 | 13 мая 2007         |                                     | 12 августа 2007 (Без партнера)                | 12 августа 2007              |
| Самоа Джо      |                                 | 13 апреля 2008      |                                     | 15 июля 2007 (Без партнера)                   | 11 декабря 2005              |
| Абисс          | 19 ноября 2006                  |                     | 4 февраля 2004 (с Эй Джей Стайлзом) | 19 сентября 2014 (с Джеймсом Штормом)         | 16 мая 2011                  |
| Остин Эйрис    |                                 | 18 июля 2012        |                                     | 25 января 2013 (с Бобби Рудом)                | 11 сентября 2011             |
| Крис Сейбин    |                                 | 18 июля 2013        |                                     | 11 июля 2010 (с Алексом Шелли)                | 14 мая 2003                  |
| Эрик Янг       |                                 | 10 апреля 2014      | 12 октября 2014 (с Бобби Рудом)     | 4 мая 2010 (с Кевином Нэшем и Скоттом Холлом) | 7 декабря 2008               |
| Эдди Эдвардс   |                                 | 3 октября 2016      |                                     | 23 февраля 2014 (с Дейви Ричардсом)           | 12 июня 2016                 |
| Джош Александр |                                 | 23 октября 2021     |                                     | 5 июля 2019 (с Итаном Пейджем)                | 25 апреля 2021               |

## World Championship Wrestling

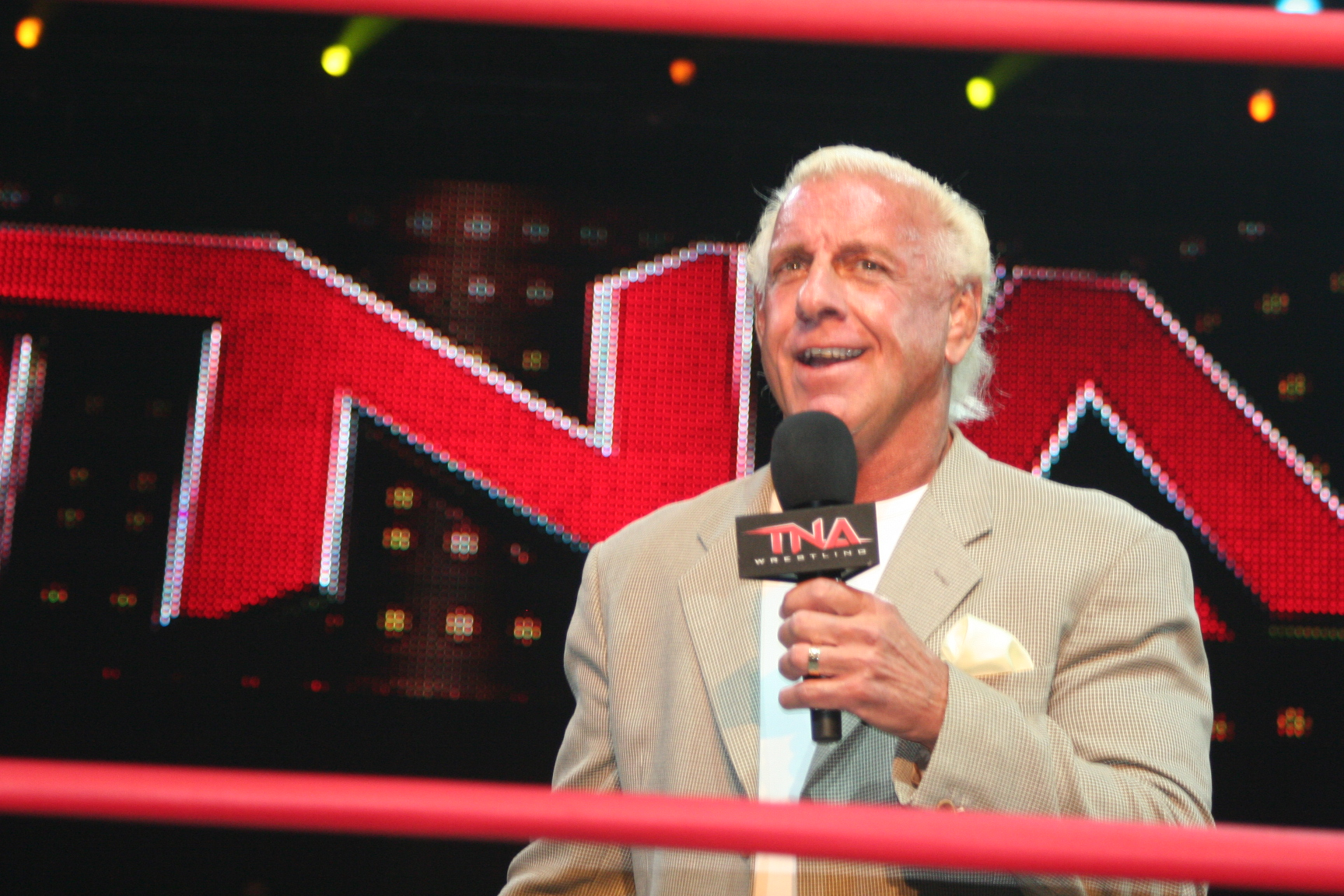
Рик Флэр самый первый чемпион Тройной короны WCW.

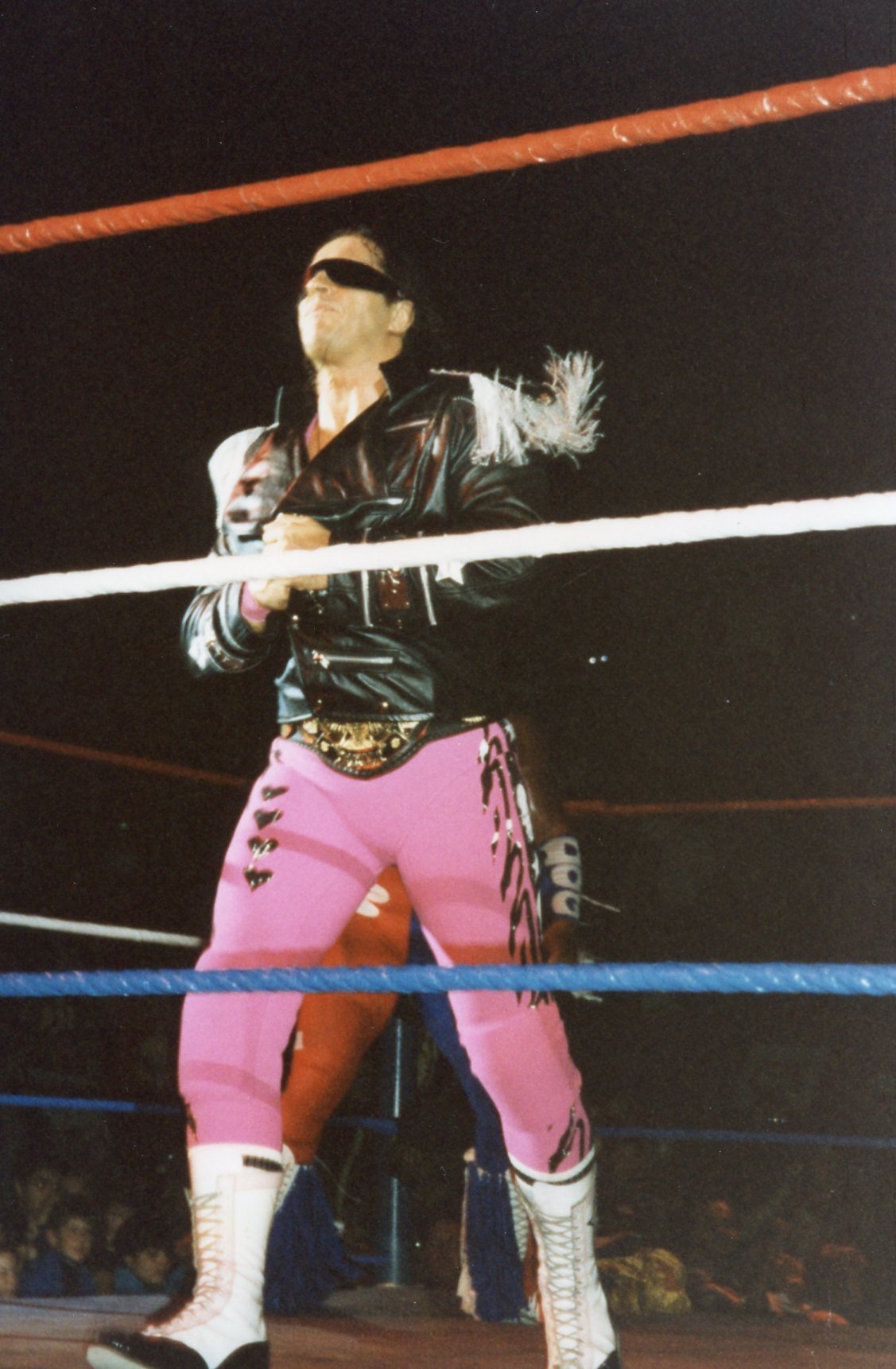
Брет Харт — первый рестлер, который был чемпионом Тройной короны WWE и WCW

У WCW Чемпионом Тройной короны называли тех рестлеров которые выиграли титул чемпиона WCW, командное чемпионство и чемпионство Соединённых Штатов. 11 января 1991 Рик Флэр выиграл титул чемпиона WCW и стал первым чемпионом Тройной короны.
| Имя                 | Мировое чемпионство             | Командное чемпионство                      | Второстепенное чемпионство     |
| Имя                 | Чемпион мира WCW в тяжёлом весе | Командный чемпион мира WCW                 | Чемпион Соединённых Штатов WCW |
| ------------------- | ------------------------------- | ------------------------------------------ | ------------------------------ |
| Рик Флэр            | 11 января 1991                  | 26 декабря 1976 (с Грегом Валентайном)     | 29 июля 1977                   |
| Лекс Люгер          | 14 июля 1991                    | 27 марта 1988 (с Барри Уиндемом)           | 11 июля 1987                   |
| Стинг               | 29 февраля 1992                 | 22 января 1996 (с Лексом Люгером)          | 25 августа 1991                |
| Даймон Даллас Пэйдж | 11 апреля 1999                  | 31 мая 1999 (с Бам Бам Бигелоу и Каньоном) | 28 декабря 1997                |
| Голдберг            | 6 июля 1998                     | 7 декабря 1999 (с Бретом Хартом)           | 20 апреля 1998                 |
| Брет Харт           | 21 ноября 1999                  | 7 декабря 1999 (с Голдбергом)              | 20 июля 1998                   |
| Крис Бенуа          | 16 января 2000                  | 14 марта 1999 (с Дином Маленко)            | 9 августа 1999                 |
| Скотт Штайнер       | 26 ноября 2000                  | 1 ноября 1989 (с Риком Штайнером)          | 11 апреля 1999                 |
| Букер Ти            | 9 июля 2000                     | 3 мая 1995 (с Стиви Рейем)                 | 18 марта 2001                  |

## New Japan Pro-Wrestling

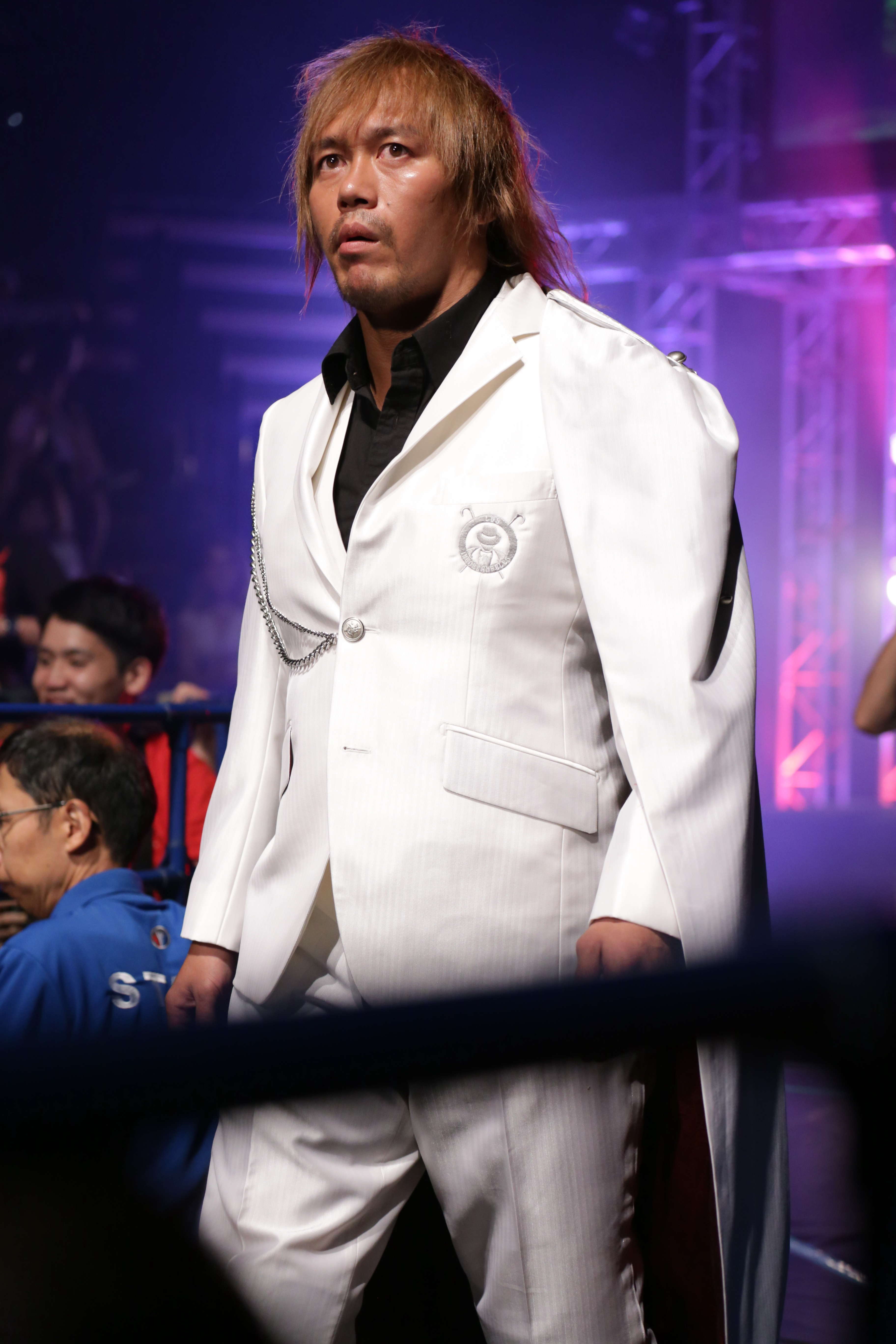
Тэцуя Найто, первый обладатель Тройной короны NJPW

В New Japan Pro-Wrestling Тройная корона состояла из чемпионата IWGP в тяжелом весе, интерконтинентального чемпионата IWGP и чемпионата NEVER в открытом весе.Тройная корона NJPW уникальна тем, что состоит из трех одиночных чемпионских титулов.
Титулы чемпиона IWGP в тяжёлом весе и интерконтинентального чемпиона IWGP были упразднены в 2021 году, и неизвестно, считает ли NJPW их замену, чемпионат мира IWGP в тяжёлом весе, подходящей наградой для Тройной короны.
| Даты выделены жирным шрифтом  | Дата достижения рестлером Тройной короны                             |
| Имена выделены жирным шрифтом | Указывает на то, что рестлер также является чемпионом Большого шлема |

| Имя             | Основное чемпионство           | Второстепенное чемпионство          | Третьестепенное чемпионство     |
| Имя             | Чемпионата IWGP в тяжелом весе | Интерконтинентальный чемпионат IWGP | Чемпионат NEVER в открытом весе |
| --------------- | ------------------------------ | ----------------------------------- | ------------------------------- |
| Тэцуя Наито     | 10 апреля 2016                 | 25 сентября 2016                    | 29 сентября 2013                |
| Ивел            | 12 июля 2020                   | 12 июля 2020                        | 5 ноября 2016                   |
| Кота Ибуси      | 4 января 2021                  | 6 апреля 2019                       | 9 декабря 2018                  |
| Хироси Танахаси | 17 июля 2006                   | 4 января 2014                       | 30 января 2021                  |
| Джей Уайт       | 11 февраля 2019                | 22 сентября 2019                    | 3 мая 2021                      |